# Norwegian Air Shuttle

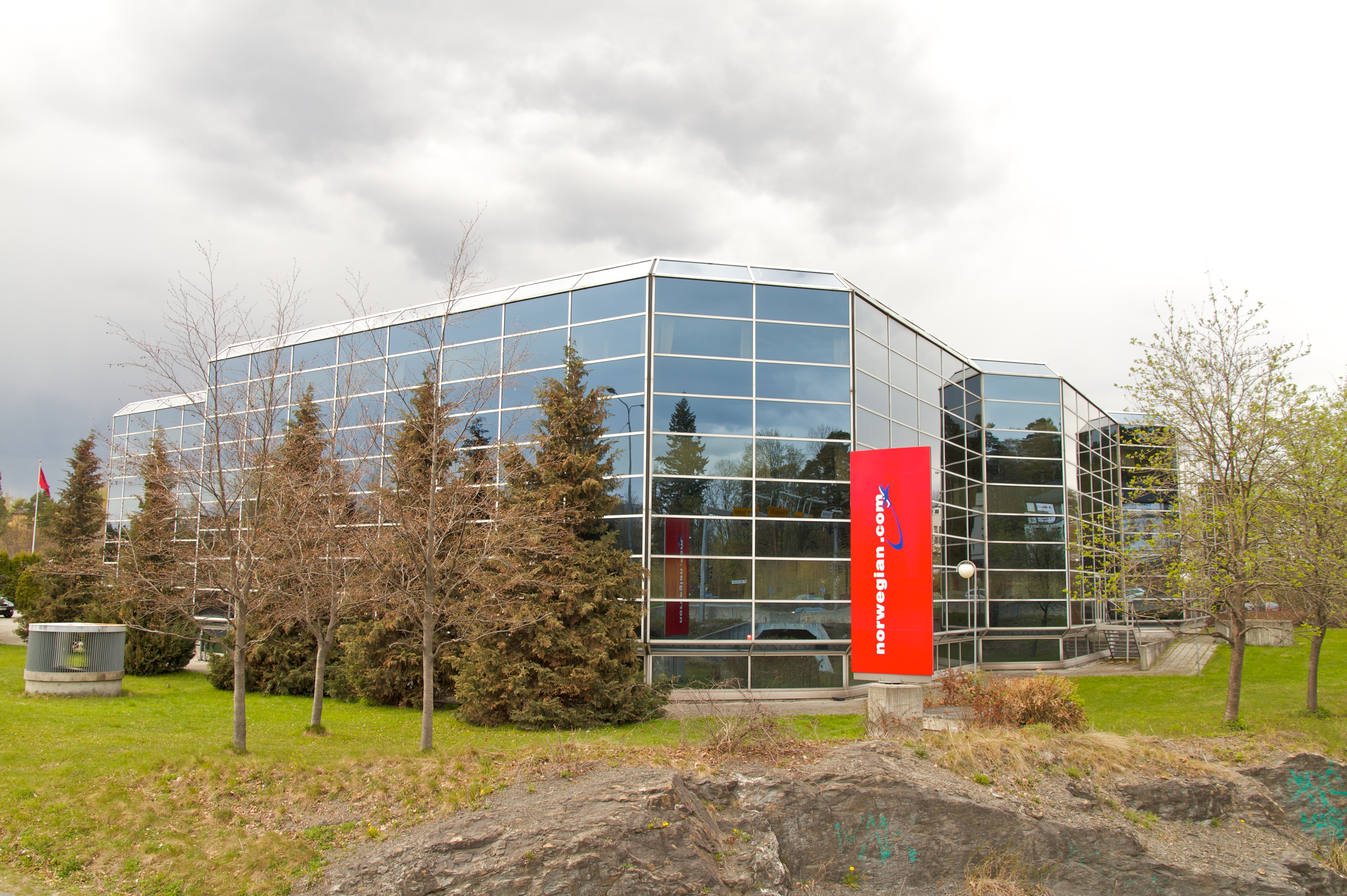
Diamanten, Siedziba główna firmy Norwegian Air Shuttle

Norwegian Air Shuttle – norweska tania linia lotniczy, operujący głównie na trasach w Skandynawii, oraz na liniach łączących Skandynawię z portami Europy i Afryki Północnej. Firma powstała w celu przejęcia likwidowanych wówczas linii Braathens. 

## Historia

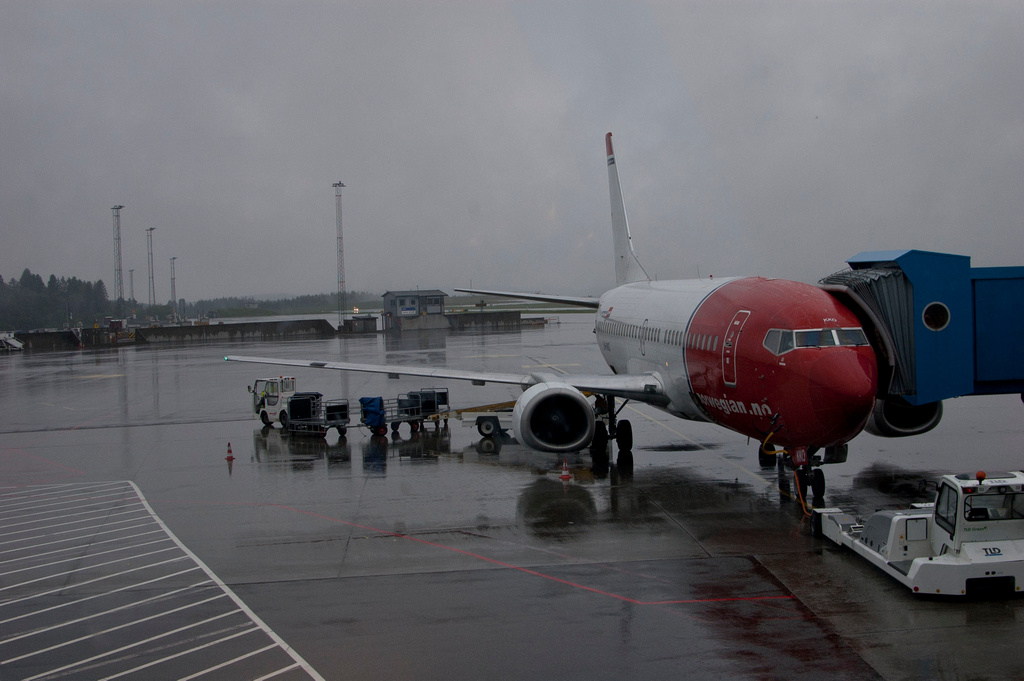
Boeing 737-300 na lotnisku w Flesland

Przewoźnik działa samodzielnie od 2002. Siedziba firmy mieści się w Fornebu na peryferiach Oslo, lotniskiem macierzystym jest port lotniczy Oslo-Gardermoen. Samoloty bazują ponadto na sześciu innych skandynawskich lotniskach. W 2005 linie przewiozły około 3,3 mln, a w 2014 – 24 mln pasażerów.

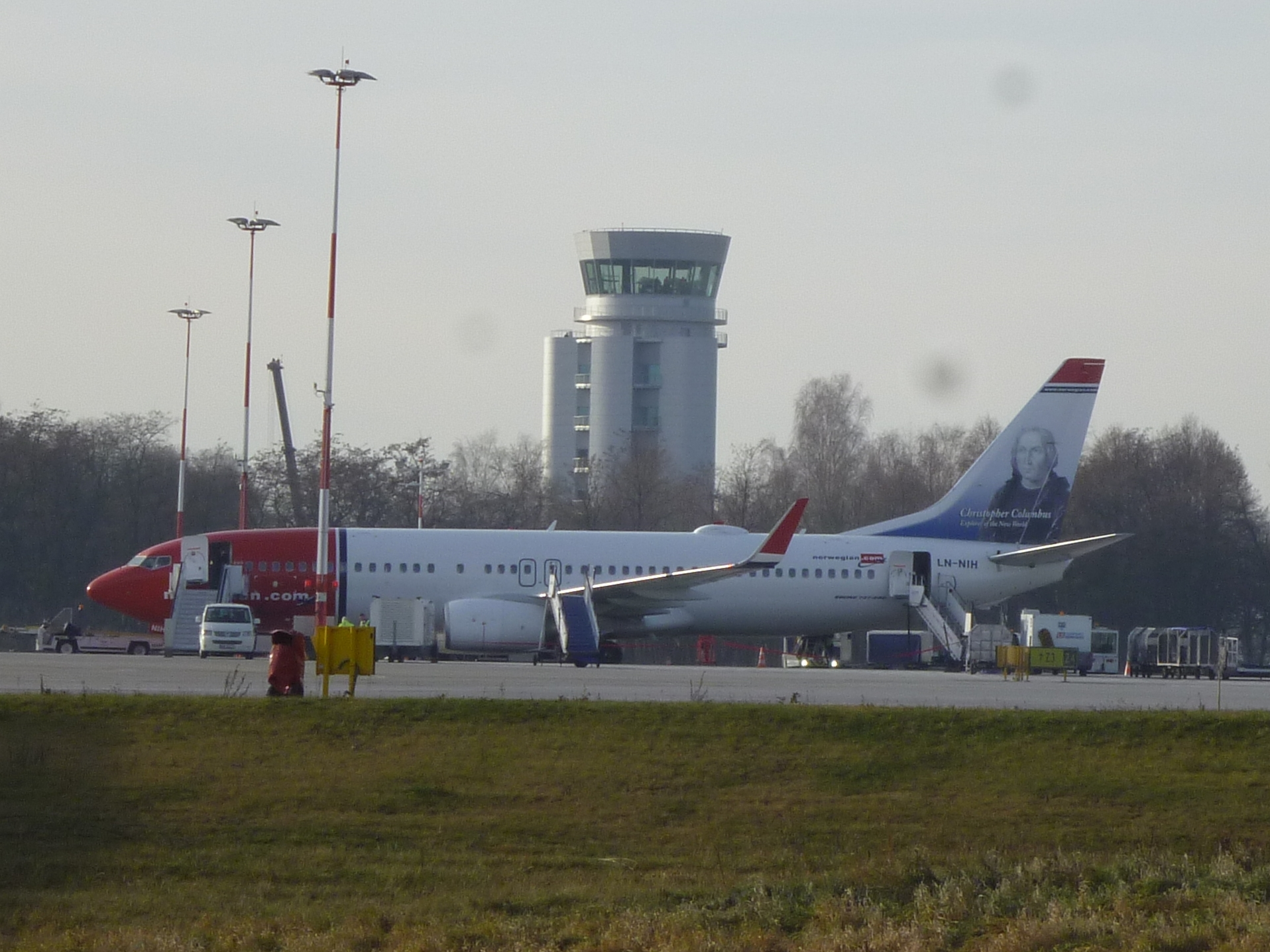
Norwegian na lotnisku Kraków-Balice

Agencja ratingowa Skytrax przyznała liniom cztery gwiazdki.
W styczniu 2012 linie złożyły największe w historii zamówienie floty w Europie na 222 samoloty, jednak nie wszystkie zostały dostarczone. W czerwcu 2020 zamówienie na pozostałe 97 maszyn o wartości 5,5 mld dolarów zostało anulowane.
70% floty (tylko Boeing 737) jest zaopatrzona w odbiorniki wi-fi do transmisji bezprzewodowej na dużych wysokościach. Internet dostępny jest tylko w lotach europejskich.
W marcu 2015 piloci po raz pierwszy w historii linii strajkowali. Strajk trwał 11 dni, wzięło w nim udział 700 pilotów i 800 członków personelu pokładowego, głównie z baz operacyjnych w Skandynawii. Z dużymi utrudnieniami (głównie opóźnieniami) odbywały się loty z baz w Hiszpanii i Wielkiej Brytanii. Loty długodystansowe wykonywane przez spółkę Norwegian Long Haul odbywały się bez zakłóceń. W czasie strajku nie odbyło się ponad 2 tys. lotów, odczuło to 100 tys. pasażerów, a strajk kosztował Norwegian 350 000 000 koron norweskich.
W grudniu 2018 przewoźnik utworzył szwedzką spółkę zależną Norwegian Air Sweden, w skład której w 2025 wchodziło 45 Boeingów 737.
Na przełomie lat 2020–2021 w związku ze stale pogarszającą się sytuacją finansową przewoźnik przeszedł restrukturyzację. Linie zmniejszyły liczbę posiadanych samolotów, zamknęły bazy oraz ograniczyły oferowanie połączeń jedynie do obszaru Europy.
W grudniu 2023 Norwegian, po wcześniejszym uzyskaniu zgód urzędu antymonopolowego, przejął regionalne norweskie linie Widerøe.

## Połączenia
Według stanu na maj 2025 przewoźnik realizował bezpośrednie połączenia na 18 kierunkach krajowych i 91 międzynarodowych w 36 krajach Europy i Afryki Północnej. Obsługuje połączenia z polskich portów lotniczych w Warszawie, Gdańsku i Krakowie.

## Flota
Według stanu na maj 2025 flota Norwegian składała się ze 43  samolotów o średnim wieku 10,5 lat: 
| Samolot          | Samolot | Samolot   | Liczba miejsc | Liczba miejsc | Uwagi |
| Model            | Aktywne | Zamówione | E             | Łącznie       | Uwagi |
| ---------------- | ------- | --------- | ------------- | ------------- | ----- |
| Boeing 737-800   | 37      | -         | 186           | 186           |       |
| Boeing 737-800   | 37      | -         | 189           | 189           |       |
| Boeing 737 MAX 8 | 6       | -         | 189           | 189           |       |
| Łącznie          | 43      | 0         |               |               |       |